# مستطلعة المريخ المدارية
مستطلعة المريخ المدارية أو مستكشفة المريخ المدارية (بالإنجليزية: Mars Reconnaissance Orbiter، يُختصر إلى MRO) هي مركبة مدارية لاستكشاف المريخ، أطلقت في 12 أغسطس 2005، يبلغ وزنها طنين وتعد أكبر مركبة فضائية على الإطلاق أُرسلت إلى المريخ. مزودة بأحدث التقنيات والآليات اللازمة للقيام بتصوير دقيق ومسح شامل لسطح المريخ، ستحاول معرفة المدة التي وجد فيها الماء في المريخ، وما إذا كانت به حياة يوما ما، وما إذا كان يمكن اقامة موقع بشري على سطحه، وتستطيع أجهزة الكاميرا التي تحملها المركبة نقل صور فائقة الوضوح ست مرات أعلى من الصور السابقة المرسلة من كوكب المريخ.

## الإطلاق
الكلفة الاجمالية لبعثة مستطلعة المريخ المدارية تبلغ 720 مليون دولار. وصل إلى مدار المريخ في 10 نوفمبر 2006 بعد اجتيازه مرحلة حرجة، كان قد ساد جو من الفرح في مركز التحكم في المهمة بمدينة باسادينا بولاية كاليفورنيا حيث خرجت مستطلعة المريخ المدارية من حالة صمت أجهزة الاتصال لمدة نصف ساعة خلال دورانها خلف الطرف البعيد من الكوكب وهي الإشارة المنتظرة والدالة على بلوغها مدارها المقرر. قام بعدها بالهبوط إلى مدار أكثر انخفاضاً من خلال عملية تطلق عليها ناسا «الكوابح الفضائية» وتعني أن يقوم المسبار بمئات من عمليات الغوص المحسوبة تجاه سطح الكوكب للتقليل من سرعته.

## مرحلة الطيران

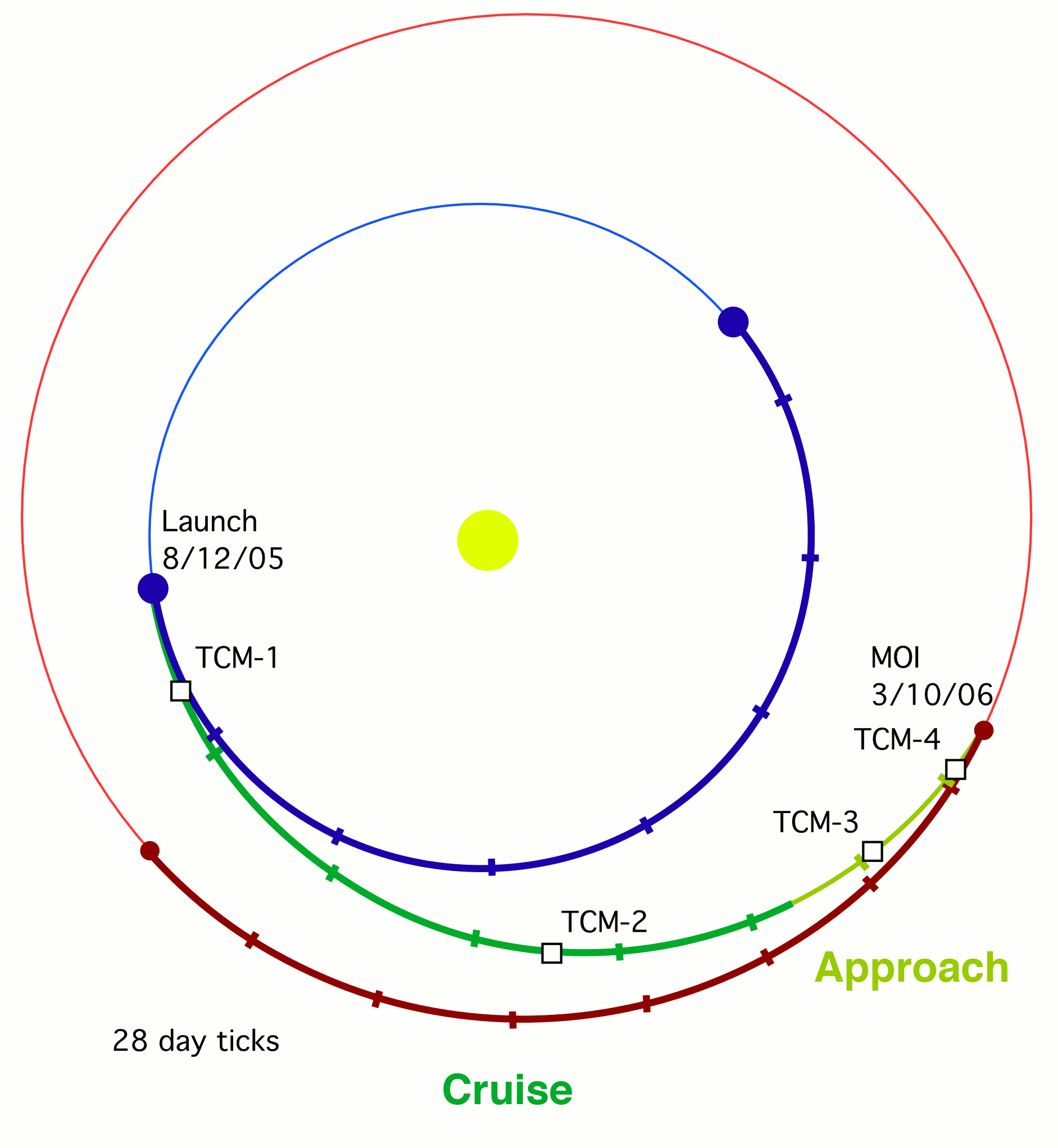
مسار القمر الصناعي بين الأرض والمريخ.

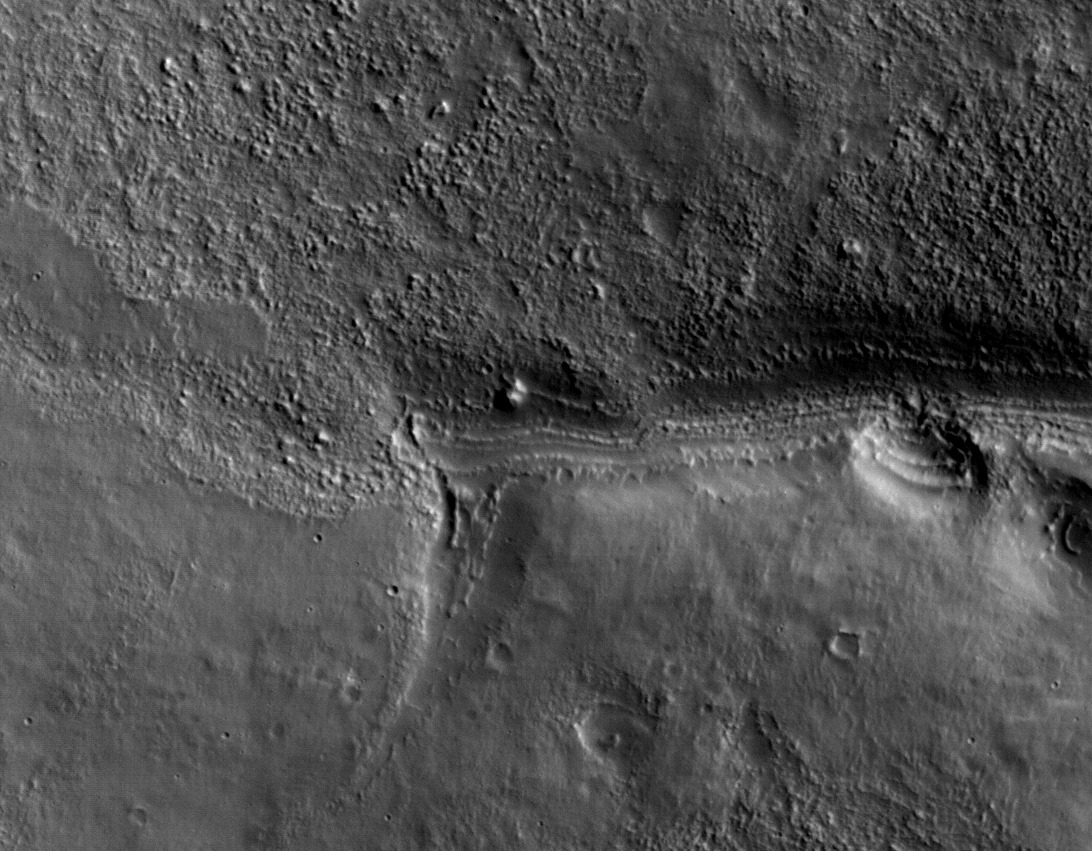
أول صورة يلتقطها المسبار من فلكه حول المريخ.

بعد تمام الإقلاع السليم وضع القمر الصناعي في حالة «السفر الطويل» وهي المرحلة التي تسبق الوصول إلى المريخ بشهرين (تستغرق الرحلة بين سبعة وثمانية أشهر). وتتضمن تلك المرحلة فحص الأجزاء الحساسة للأجهزة، وتصحيحات المسار، وكذلك معايرة الأجهزة العلمية على متن القمر الصناعي .
في يوم 15 أغسطس قام القمر بتصوير الأرض والقمر وأرسال الصور . وتبع ذلك اختبار كاميرا الملاحة البصرية يوم 8 سبتمبر، وذلك عن طريق التقاط صور للقمر من مسافة 10 مليون كيلومتر.
استغرقت الرحلة التي يبلغ طولها نحو 500 مليون كيلومتر إلى المريخ نحو سبعة أشهر . وقد قام مركز المتابعة الأرضي بتصحيح مسار المسبار خمسة مرات أثناء الرحلة . كان أولها تصحيح تم يوم 27 أغسطس لمدة 15 ثانية استخدمت فيها الستة محركات صاروخية بقدرة كل منها 170 نيوتن (وحدة). قبل ذلك عملت ستة محركات لمدة 30 ثانية لدفع الوقود من الخزان إلى المحركات الصاروخية الستة . عملت تلك المحاولة على زيادة سرعة المسبار بمقدار 7.8 متر في الثانية . واستخدمت في باقي التعديلات للمسار محركات أصغر تبلغ قدرة كل منها 22 نيوتن، حيث استغرقت التعديل الثاني 20 ثانية، وتم في 17 نوفمبر وزاد من سرعة المسبار بمقدار 0.75 متر في الثانية . وكان من المخطط له أن يتم التعديل الثالث نحو 40 يوما قبل الوصول إلا أن هذا التعديل لم يكن لازما إذا كان مسار المسبار على أحسن ما يكون .
وكان من المخطط لها أن يتم التعديل الرابع في 28 فبراير، ولكنه لم يصبح لازما لنقس السبب . كذلك استغني عن التعديل الذي كان مزمعا أداؤه نحو ستة ساعات قبل الوصول ودخل المسبار الفلك المقرر له حول المريخ بكل نجاح .

## الوصول إلى المدار

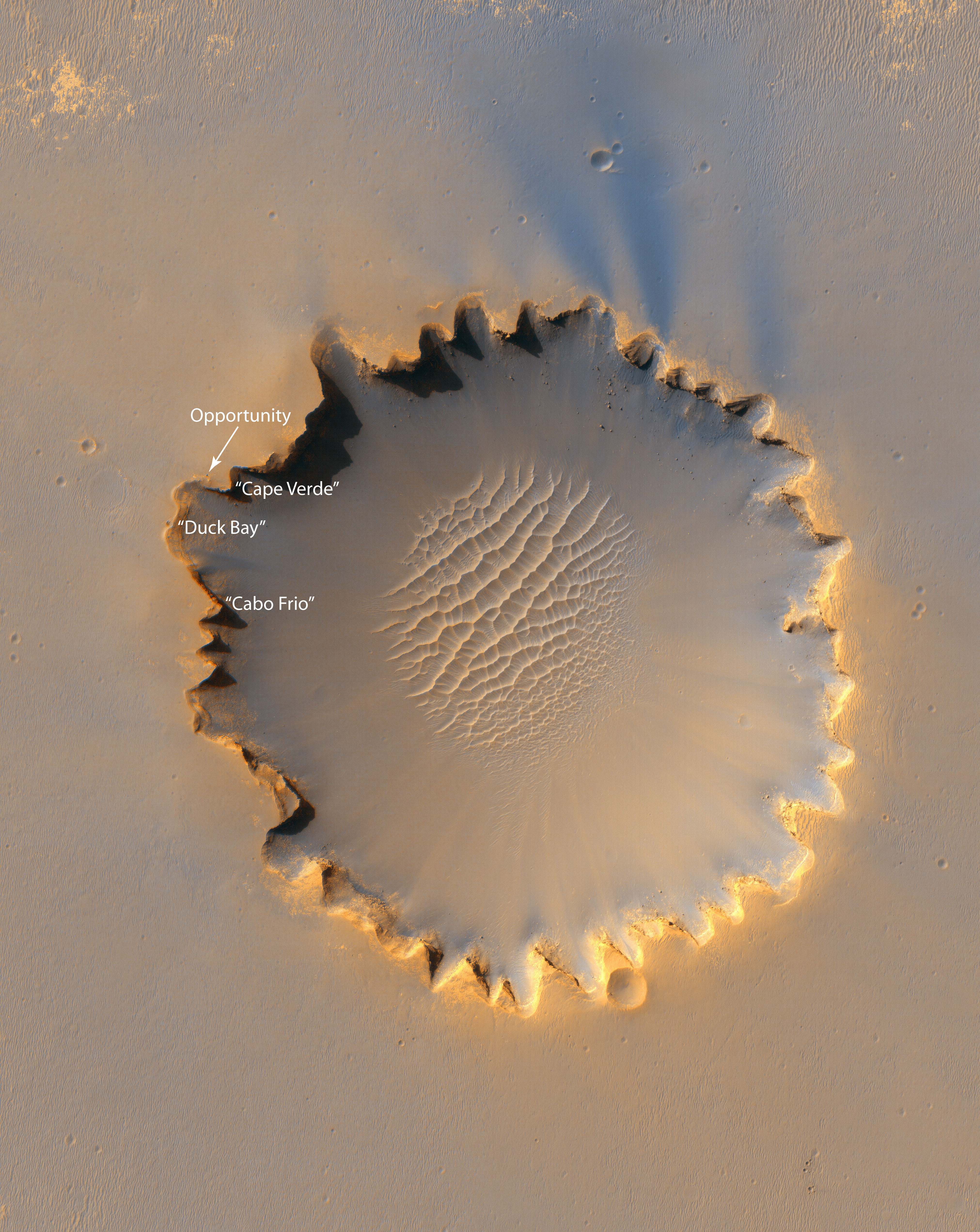
صورة فوهة فيكتوريا التي يقف على حافتها المسبار أبورتيونيتي.

تمت عملية كبح لسرعة القمر الصناعي يوم 30 أغسطس 2006 من خلال 426 من عمليات لدخول المسبار في جو المريخ 
أثناء ذلك اشتغلت محركات القمر الصناعي لمدة 5 دقائق حتى وصل القمر الصناعي إلى اقرب نقطة حول المريخ على ارتفاع 210 كيلومتر من السطح، وهذا ارتفاع يفوق بكثير ارتفاع الغلاف الجوي للمريخ (أثناء كبح سرعة القمر الصناعي كان يهبط حتى ارتفاعات بين 98 و 105 كيلومتر ).
تبع ذلك تصحيح للمدار يوم 11 سبتمبر وذلك بتشغيل محركات القمر الصناعي لمدو 12.5 دقيقة مما رفع من ارتفاع المدار إلى 250 × 316 كيلومتر، وجعلت أقرب نقطة للمدار حول المريخ تمر فوق القطب الجنوبي، وأبعد نقطة تمر فوق قطبه الشمالي .

## المهمة الأولية

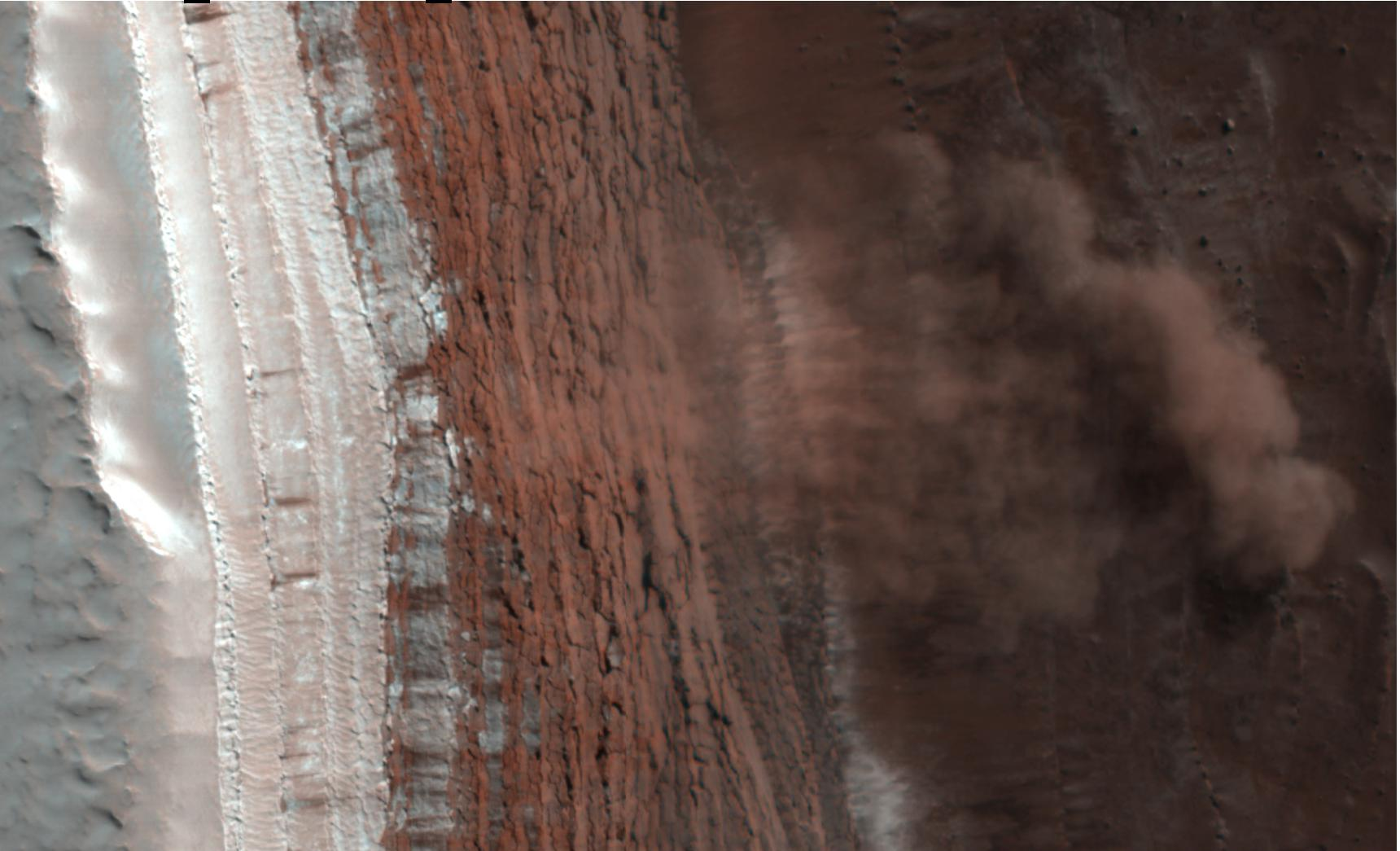
انهيار ثلجي على المريخ، إلتقطته الكاميرا HiRISE.

فترة المهمة الأولي لبعثة المريخ 4 سنوات، وتم أثناء السنتين الأولتين (من نوفمبر 2007 إلى ديسمبر 2008) تصوير بالكاميرا HiRISE لمسح سطح المريخ بالكامل، وكذلك تمت بعض الفحوصات بالأجهزة الأخرى . وكان مخططا للسنتين التاليتين أن يجهز القمر الصناعي لكون وسيلة وصل بين الأرض وعمليات هبوط لمسبارات تالية على سطح المريخ . التقطت الكاميرا عوامل تعرية على حافة «فوهة راسل» بين نوفمبر 2006 إلى مايو2009 مما دعى خبراء معهد دراسة الكواكب بجامعة مونستر بألمانيا إلى الاعتقاد بأنها دليل على وجود الماء على المريخ خلال فصول مريخية معينة .
وفي أغسطس 2009 ظهرت بعد الاختلالات في برمجة التأمين . ثم نجحت ناسا في 8 ديسمبر 2009 في اصلاح العطل بعد عدة عمليات أصلحت بها السوفتوير، حتى عادت إلى أداء عملها الطبيعي .
وانتهت المهمة الأولية في 31 ديسمبر 2010 . وبعد ذلك كان من المقرر أن يتخذ القمر الصناعي قاعدة للمواصلات تستغل فيها ما بقي من وقود على متن القمر الصناعي، ويرجح أنها تكفيه لمدة خمسة سنوات أخرى.